# Richtlijn inzake auteursrechten in de digitale eengemaakte markt
De Richtlijn (EU) 2019/790 inzake auteursrechten in de digitale eengemaakte markt is een Europese richtlijn met als doel harmonisatie van auteursrechtaspecten in de digitale interne markt van de Europese Unie. Het betreft verschillende aanvullende rechten voor de eigenaren van creatieve werken met betrekking tot publicatie door een ander op internet.

## Wetgevingsprocedure
Een eerste versie van de richtlijn is op 14 september 2016 door de Europese Commissie voorgesteld ter behandeling in de Raad en het Europees Parlement. Het voorstel kan via de gewone wetgevingsprocedure worden aangenomen. Na moeizaam overleg besloot het Europees Parlement in juli 2018 het debat te heropenen, waarop via een trialoog tussen Raad, Commissie en Parlement gezocht werd naar consensus. Die werd bereikt in februari 2019, hoewel er nog steeds controverse bestond rond de artikels 11 en 13 (inzake verantwoordelijkheid voor auteursrechtenschending en betaling voor overname van teksten). De richtlijn werd op 26 maart 2019 door het Europees Parlement aangenomen, met 348 stemmen voor en 274 tegen, en 36 onthoudingen. Op 15 april 2019 nam ook de Raad de richtlijn aan. Finland, Italië, Luxemburg, Nederland, Polen, en Zweden stemden tegen. België, Estland en Slovenië onthielden zich van stemming.

## Inhoud
Gedurende de wetgevingsproducedure is een discussie geweest over specifieke artikelen van deze richtlijn. De aangenomen richtlijn heeft enkele van deze artikelnummers aangepast. Zo is er discussie geweest over artikel 11 en 13 gedurende de voorstellen. Dit zijn respectievelijk artikelen 15 en 17 geworden in de aangenomen richtlijn.

### Artikelen 3 en 4 – Tekst- en datamining
De richtlijn voorziet ter aanvulling van het databankenrecht in een apart recht op text- en datamining door wetenschappelijke onderzoeksinstellingen.
Daarnaast biedt de richtlijn een uitzondering op het auteursrecht voor text- en datamining voor mensen die niet voor wetenschappelijke onderzoeksinstellingen werken.

### Artikel 5 – Gebruik van werken en andere materialen in digitale en grensoverschrijdende onderwijsactiviteiten
Voor onderwijsinstellingen voorziet de richtlijn in een uitzondering op het auteursrecht voor het gebruik van niet commerciële doeleinden. De Nederlandse wetgever geeft aan niet van plan zijn deze te implementeren, omdat Nederland deze uitzondering al kent.

### Artikel 6 – Behoud van het cultureel erfgoed
Voor culturele instellingen voorziet de richtlijn in uitzonderingen ten behoeve van digitalisering en preservering van werken die zich permanent in de collectie van de culturele instelling bevinden. In Nederland bestond er al een soortgelijke uitzondering op het auteursrecht. Met deze additionele uitzonderingen kunnen rechtverkrijgende niet contractueel afwijken van de uitzondering. Wat met de eerder bestaande uitzondering wel mogelijk zou zijn.

### Artikelen 8-12 – Niet of niet meer in de handel zijnde werken en andere materialen en licenties met verruimd effect
Met de transpositie van deze artikelen in nationale wetgeving krijgen collectieve beheersorganisaties, zoals de BUMA/STEMRA in Nederland en de SABAM in België, de mogelijkheid onder bepaalde voorwaarden toestemming te geven voor het gebruik van werken van makers die zij niet officieel representeren. Deze zogenaamde licenties met verruimd effect wordt ook wel Extended Collective Licensing (ECL) genoemd.
Daarnaast voorziet de richtlijn in een uitzondering op het auteursrecht waardoor culturele erfgoedinstellingen werken die permanent in hun collecties zitten voor niet commerciële doeleinden beschikbaar kunnen stellen voor het publiek. Deze uitzondering is alleen van toepassing wanneer er geen collectieve beheersorganisatie beschikbaar is die voldoende representatief is op het type werk.

### Artikel 14 – Werken van beeldende kunst in het publieke domein
De richtlijn bevestigt dat werken waarop het auteursrecht verlopen zijn ook bij reproductiehandelingen, zoals digitalisering, niet opnieuw auteursrecht aantrekken. Voorbehouden dat gedurende het proces van reproductie of digitalisering geen nieuw origineel werk ontstaat.

### Artikel 15 – Bescherming van perspublicaties met betrekking tot onlinegebruik (persuitgeversrecht )
Het voorstel introduceert een naburig recht (persuitgeversrecht genoemd door de Nederlandse wetgever.) die voorziet in de mogelijkheid voor uitgevers om betaling te vragen voor het gebruik van korte stukken tekst. Het omvat een reproductierecht en het recht op mededelen aan het publiek in een online omgeving. Deze rechten kunnen alleen ingeroepen worden door uitgevers die in Europa zijn gevestigd en tegen dienstverleners van de informatiemaatschappij. Hiermee worden aggregatoren van nieuws mee bedoeld zoals Google News.

### Artikel 16 – Recht op billijke vergoeding
Wettelijke heffingen, zoals de thuiskopieheffing, konden na een uitspraak van het Europese Hof van Justitie (in de zaak Reprobel) niet aan uitgevers uitgekeerd worden. Dit artikel maakt deze uitkering weer mogelijk.

### Artikel 17 – Gebruik van beschermde content door aanbieders van een onlinedienst voor het delen van content
Websites die user-generated content hosten, zoals YouTube en Facebook, worden verplicht met rechthebbenden technische maatregelen te treffen om auteursrechtelijk beschermd materiaal te herkennen en ongeoorloofde publicatie te voorkomen (een zogenaamd uploadfilter).

### Artikelen 18-23 – Auteurscontractenrecht
In deze laatste inhoudelijke artikelen van de richtlijn wordt ingegaan op de relatie tussen een natuurlijk persoon die een exploitatiecontract aangaat met een derde partij. Een maker draagt bijvoorbeeld exploitatierechten over aan een uitgever. Hieronder vallen:
1. een passende en evenredige vergoeding;
2. een transparantieplicht ten opzichte van de exploitatie en de daarmee verbonden inkomsten;
3. een bestsellerbepaling, wanneer een oorspronkelijk overeengekomen vergoeding disproportioneel laag is in verhouding tot de inkomsten;
4. een herroepingsrecht, wanneer een werk niet, of niet langer, geëxploiteerd wordt;
5. het instellen van een geschillencommissie.

Veel van deze regelingen komen al voor in het Nederlands Auteurscontractenrecht van 2015.

## Implementatie en omzetting
Artikel 29 (“Omzetting”) bepaalt: “De lidstaten doen de nodige wettelijke en bestuursrechtelijke bepalingen in werking treden om uiterlijk op 7 juni 2021 aan deze richtlijn te voldoen (...)”.
Omdat zowel de licenties als de uitzonderingen op nationaal niveau dienen te worden geregeld, zouden de artikelen 15 en 17 zorgen voor een versplintering van de Europese markt, wat in tegenspraak is met de intentie van de richtlijn. Een Brits parlementslid heeft een voorstel gedaan om ook uploadfilters, zoals noodzakelijk voor de uitvoering van de richtlijn, te gebruiken voor het weren van "extremistisch materiaal" van het internet.
In sommige landen werden bepaalde onderdelen van de richtlijn al snel omgezet in nationale wetgeving. In Frankrijk werd op basis van artikel 15 van de richtlijn (bescherming van perspublicaties met betrekking tot onlinegebruik) de Franse wet nr. 2019-775 van 24 juli 2019 gestemd.

### Omzetting Nederland
In Nederland is de richtlijn geïmplementeerd in de "Implementatiewet richtlijn auteursrecht in de digitale eengemaakte markt".

### Omzetting België
In België is de richtlijn geïmplementeerd in het "Wetsontwerp tot omzetting van Richtlijn (EU) 2019/790 van het Europees Parlement en de Raad van 17 april 2019 inzake auteursrechten en naburige rechten in de digitale eengemaakte markt en tot wijziging van Richtlijnen 96/9/EG en 2001/29/EG." dat aangenomen is op 19 juni 2022.

## Ontvangst
Op 26 april 2018 ondertekenden 145 organisaties op het gebied van digitale en mensenrechten, vrije media, uitgeverij, bibliotheek, onderwijs, softwareontwikkeling en interproviding een protestbrief tegen de voorgestelde wetgeving. Onder de opposanten bevinden zich Creative Commons, de Electronic Frontier Foundation, European Digital Rights en (sinds 29 juni 2018) de Wikimedia Foundation. Vooraanstaande individuen die zich tegen de richtlijn hebben gekeerd zijn Tim Berners-Lee en Vinton Cerf, die zich zorgen maken over de kosten en de effectiviteit van de uploadfilters en de negatieve effecten op de vrijheid van meningsuiting online. Een petitie tegen de voorgestelde richtlijn op Change.org kende meer dan 600.000 ondertekenaars.
De voorgestelde richtlijn wordt ondersteund door verschillende uitgeverijen en mediabedrijven. Tot de voorstanders behoren David Guetta, drie grote platenlabels en de Independent Music Companies Association.